# ガブリエラ・パパダキス
ガブリエラ・パパダキス（フランス語: Gabriella Papadakis、1995年5月10日 - ）は、ギリシャ系のフランスの元女性フィギュアスケート選手（アイスダンス）。
パートナーはギヨーム・シゼロン。
世界フィギュアスケート選手権優勝5回。ヨーロッパフィギュアスケート選手権優勝5回。2022年北京オリンピック金メダル。2018年平昌オリンピック銀メダル。
バイセクシャルである。

## 経歴

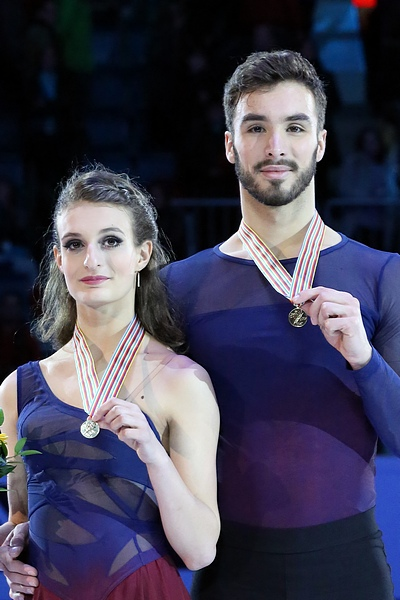
2016年欧州選手権表彰式

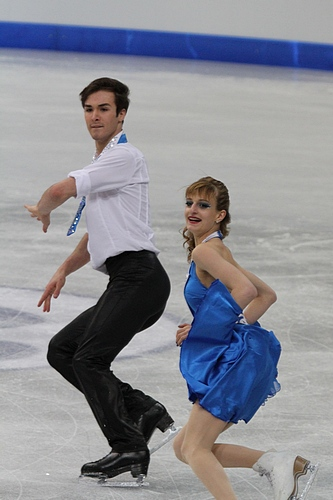
2012年世界ジュニアフィギュアスケート選手権

9歳から10歳の頃にかけて、コーチでもある母のカトリーヌの勧めで幼馴染だったシゼロンとチームを結成した。2009-2010シーズンにジュニアグランプリシリーズにデビューした。
2012-2013シーズン、リヨンに移籍しミュリエル・ザズーイのチームに加わった。ジュニアグランプリシリーズでは2大会連続で金メダルを獲得。フランスのカップルでは初めてのこととなる。続くジュニアグランプリファイナルでは銀メダルを獲得、フランスのカップルでは初めてのメダル獲得となった。世界ジュニア選手権ではSD2位。FDに向けての練習中に足首を負傷し、テーピングをして挑んだFDでは演技の中断があったものの、銀メダルを獲得した。
2013-2014シーズン、シニアクラスに移行。初めてのシニアの大会のニース杯で優勝。エリック・ボンパール杯で5位、ロステレコム杯で7位。欧州選手権はナタリー・ペシャラ/ファビアン・ブルザ組の代わりに出場し15位。
2014-2015シーズン、コーチのロマン・アグノエルと共にカナダのモントリオールに練習拠点を移し、マリー＝フランス・デュブレイユ/パトリス・ローゾン夫妻のチームに加わった。中国杯ではグランプリシリーズ初の表彰台を優勝で飾った。エリック・ボンパール杯でも優勝し、グランプリファイナルに進出。そこでは銅メダルを獲得した。欧州選手権ではSDで初の70点台を出し1位、FDでも自己ベストを更新し初優勝。前年の15位から大きくジャンプアップした。世界選手権ではSD4位スタート、FDでは大きく自己ベストを更新し逆転優勝。フランスのカップルとしては7年ぶりに世界選手権の頂点に立った。10代での優勝は1975年のイリーナ・モイセーワ以来40年ぶりのことである。
2015-2016シーズン、8月の下旬の練習中に転倒し脳震盪を起こした。その影響で、パニック発作やうつ病、記憶障害、失読症に苦しみ、治療を受けていると報じられた。医師や神経学者との相談の結果大事を取り、エリック・ボンパール杯とNHK杯の出場は辞退した。フランス選手権では連覇を果たした。欧州選手権ではSD2位から逆転優勝した。世界選手権では、SD・FDすべてのエレメンツでレベル4を獲得。FDの歴代最高得点を更新し、連覇を果たした。
2016-2017シーズン、フランス杯で優勝。NHK杯では、同門のテッサ・ヴァーチュ/スコット・モイア組に次ぐ2位。続くグランプリファイナルでは2年前から順位を上げ銀メダルを手にするも、ヴァーチュ/モイア組に敗れた。欧州選手権では、タチアナ・ナフカ/ロマン・コストマロフ組以来、11年ぶりに3連覇。ヴァーチュ/モイア組と3度目の直接対決となった世界選手権では、FDで歴代最高得点をマークするも、SDの出遅れが響き2位だった。
2017-2018シーズン、中国杯からISU公認の大会4連勝、いずれも連勝するたびにFDと総合の歴代最高得点を更新するという快挙であった。グランプリファイナルではSDFD総合の得点がヴァーチュ/モイア組を上回り優勝した。しかし、ヴァーチュ/モイア組と5度目の直接対決となった平昌オリンピックはSDで演技中に衣装がはだけるアクシデントに見舞われてヴァーチュ/モイア組に続く2位と遅れた。パパダキスは「とても気になって仕方なかった。五輪の舞台で最低の悪夢です」と話した。翌日のFDでは自らの2種目の歴代最高得点を更新したが、直後に最終滑走のヴァーチュ/モイア組に更に総合の最高得点を更新されて銀メダルに終わった。ヴァーチュ/モイア組が休養に入った世界選手権はSDでの衣装アクシデントがなく完璧な演舞を見せると勢いが止まらずに3種目での歴代最高得点を更新。2年ぶりの優勝を飾った。
2018-2019シーズン、NHK杯からの始動予定だったが、現地10月31日の練習中にシゼロンが転倒し腰を負傷したためNHK杯を棄権。フランス国際からの始動となり、連覇を狙っていたグランプリファイナルは絶望的となったが、それでもフランス国際以降のISU公認の大会3連勝を3種目での歴代最高得点更新連発で決めた。その後の国別対抗戦はフランスチームのアイスダンスメンバーとして出場したがRDでシゼロンがツイヅルでふらついたのが響いて連続の3種目歴代最高得点更新こそ止まったが、FDと総合得点で歴代最高得点を更新。アイスダンス部門のトップとなった。
2019-2020シーズンは前年度に続いてフランス国際から始動し、RDで歴代最高得点を記録したがFDは思ったより得点が伸び切れなかったものの優勝だけは確保した。その後のNHK杯はRDでアイスダンス初の90点台を記録するなど3種目の歴代最高得点を更新しての圧勝で2年ぶりにグランプリファイナルの舞台に立った。しかし、GPファイナル本番はRDでミッドラインステップのスタンブルとツイヅルでの緩い回転が響いたどころかFDも得点が伸びず、2017年中国杯から続いたISU公認大会での1つ以上の種目歴代最高得点更新が途絶えたが2年ぶりの優勝を果たした。6連覇を目指した欧州選手権はRDで首位に立つが、2位のヴィクトリヤ・シニツィナ/ニキータ・カツァラポフ組とは僅か0.05ポイント差と逆転されてもおかしくない位置に立ってしまう。そんな中で迎えたFDはステップのミスや自らがスタンブルする等、本来の出来ではない結末となり、シニツィナ/カツァラポフ組の逆転優勝を許して準優勝に終わった。
2020年の世界選手権は新型コロナウイルスの影響で中止となり、翌シーズンは全ての試合を欠場したものの最優先目標を北京オリンピックでの金メダル獲得として調整に入った。
2021-2022シーズンから活動を再開し、ISU公認の大会を全て勝ったものの序盤はスコアの伸び悩みに苦しんだ。しかし、年明けの北京五輪でRDとトータルの歴代最高得点更新で前回大会の雪辱を果たし金メダルを獲得。地元フランス・モンペリエの開催となった世界選手権は3種目の歴代最高得点を更新しての圧勝で3年ぶりの優勝となり、五輪金メダル獲得後の凱旋試合に花を飾った。
2024年12月、競技からの引退を発表。

## 主な戦績
| 大会/年               | 2009 -10 | 2010 -11 | 2011 -12 | 2012 -13 | 2013 -14 | 2014 -15 | 2015 -16 | 2016 -17 | 2017 -18 | 2018 -19 | 2019 -20 | 2020 -21 |
| --------------------- | -------- | -------- | -------- | -------- | -------- | -------- | -------- | -------- | -------- | -------- | -------- | -------- |
| 冬季オリンピック      |          |          |          |          |          |          |          |          | 2        |          |          |          |
| 世界選手権            |          |          |          |          | 13       | 1        | 1        | 2        | 1        | 1        | 中止     | WD       |
| 欧州選手権            |          |          |          |          | 15       | 1        | 1        | 1        | 1        | 1        | 2        |          |
| 世界国別対抗戦        |          |          |          |          |          | T6/P2    |          |          |          | T4/P1    |          |          |
| フランス選手権        | 1 J      | 1 J      |          | 1 J      | 2        | 1        | 1        | 1        | 1        | 1        | 1        | WD       |
| GPファイナル          |          |          |          |          |          | 3        |          | 2        | 1        |          | 1        |          |
| GP NHK杯              |          |          |          |          |          |          | WD       | 2        |          | WD       | 1        |          |
| GP ロステレコム杯     |          |          |          |          | 7        |          |          |          |          |          |          |          |
| GP 中国杯             |          |          |          |          |          | 1        |          |          | 1        |          |          |          |
| GP フランス国際       |          |          |          |          | 5        | 1        | WD       | 1        | 1        | 1        | 1        | 中止     |
| CS フィンランディア杯 |          |          |          |          |          |          |          |          | 1        |          |          |          |
| CS オータムクラシック |          |          |          |          |          | 1        |          |          |          |          |          |          |
| ゴールデンスピン      |          |          |          |          | 4        |          |          |          |          |          |          |          |
| ニース杯              |          |          |          |          | 1        |          |          |          |          |          |          |          |
| 世界Jr.選手権         | 22       | 12       | 5        | 2        |          |          |          |          |          |          |          |          |
| JGPファイナル         |          |          |          | 2        |          |          |          |          |          |          |          |          |
| JGPクールシュヴェル   |          | 4        |          | 1        |          |          |          |          |          |          |          |          |
| JGPオーストリア       |          | 3        |          | 1        |          |          |          |          |          |          |          |          |
| JGPタリン杯           |          |          | 4        |          |          |          |          |          |          |          |          |          |
| JGPバルティック杯     |          |          | 4        |          |          |          |          |          |          |          |          |          |
| JGPレークプラシッド   | 15       |          |          |          |          |          |          |          |          |          |          |          |
| NRW杯                 |          |          |          | 2 J      |          |          |          |          |          |          |          |          |
| リヨン杯              | 3 J      | 1 J      | 1 J      | 1 J      |          |          |          |          |          |          |          |          |
| サンタクロース杯      |          |          | 2 J      |          |          |          |          |          |          |          |          |          |

| 大会/年                         | 2021 -22 |
| ------------------------------- | -------- |
| 冬季オリンピック                | 1        |
| 世界選手権                      | 1        |
| 欧州選手権                      | WD       |
| フランス選手権                  | 1        |
| GPファイナル                    | 中止     |
| GP 中国杯                       | 中止     |
| GP フランス国際                 | 1        |
| GP グランプレミオ・デ・イタリア | 1        |
| CS フィンランディア杯           | 1        |
| CS オータムクラシック           | WD       |

### 詳細
| 2021-2022 シーズン    |                                                             |         |          |          |
| 開催日                | 大会名                                                      | RD      | FD       | 結果     |
| 2022年3月23日 - 27日  | 2022年世界フィギュアスケート選手権（モンペリエ）            | 1 92.73 | 1 137.09 | 1 229.82 |
| 2022年2月4日 - 20日   | 北京オリンピック（北京）                                    | 1 90.83 | 1 136.15 | 1 226.98 |
| 2021年11月19日 - 21日 | ISUグランプリシリーズ フランス国際（グルノーブル）          | 1 89.08 | 1 132.17 | 1 221.25 |
| 2021年11月5日 - 7日   | ISUグランプリシリーズグランプレミオ・デ・イタリア（トリノ） | 1 87.45 | 1 132.61 | 1 220.06 |
| 2021年10月7日 - 10日  | ISUチャレンジャーシリーズフィンランディア杯（エスポー）     | 1 85.58 | 1 131.96 | 1 217.54 |

| 2019-2020 シーズン    |                                                      |         |          |          |
| 開催日                | 大会名                                               | RD      | FD       | 結果     |
| 2020年1月20日 - 26日  | 2020年ヨーロッパフィギュアスケート選手権（グラーツ） | 1 88.78 | 2 131.50 | 2 220.28 |
| 2019年12月5日 - 8日   | 2019/2020 ISUグランプリファイナル（トリノ）          | 1 83.83 | 1 136.02 | 1 219.85 |
| 2019年11月22日 - 24日 | ISUグランプリシリーズ NHK杯（札幌）                  | 1 90.03 | 1 136.58 | 1 226.61 |
| 2019年11月1日 - 3日   | ISUグランプリシリーズ フランス国際（グルノーブル）   | 1 88.69 | 1 133.55 | 1 222.24 |

| 2018-2019 シーズン    |                                                      |         |          |                             |
| 開催日                | 大会名                                               | RD      | FD       | 結果                        |
| 2019年4月11日 - 13日  | 2019年世界フィギュアスケート国別対抗戦（福岡）       | 1 87.31 | 1 135.82 | 1 223.13 （部門成績のもの） |
| 2019年3月20日 - 24日  | 2019年世界フィギュアスケート選手権（さいたま）       | 1 88.42 | 1 134.23 | 1 222.65                    |
| 2019年1月21日 - 27日  | 2019年ヨーロッパフィギュアスケート選手権（ミンスク） | 1 84.79 | 1 133.19 | 1 217.98                    |
| 2018年11月23日 - 25日 | ISUグランプリシリーズ フランス国際（グルノーブル）   | 1 84.13 | 1 132.65 | 1 216.78                    |

| 2017-2018 シーズン     |                                                         |         |          |          |
| 開催日                 | 大会名                                                  | SD      | FD       | 結果     |
| 2017年3月27日 - 4月2日 | 2018年世界フィギュアスケート選手権（ミラノ）            | 1 83.73 | 1 123.47 | 1 207.20 |
| 2018年2月9日 - 25日    | 平昌オリンピック（平昌）                                | 2 81.93 | 1 123.35 | 2 205.28 |
| 2018年1月15日 - 21日   | 2018年ヨーロッパフィギュアスケート選手権（モスクワ）    | 1 81.29 | 1 121.87 | 1 203.16 |
| 2017年12月14日 - 18日  | フランスフィギュアスケート選手権（ナント）              | 1 79.01 | 1 123.10 | 1 202.11 |
| 2017年12月7日 - 10日   | 2017/2018 ISUグランプリファイナル（名古屋）             | 1 82.07 | 1 120.09 | 1 202.16 |
| 2017年11月17日 - 19日  | ISUグランプリシリーズ フランス杯（グルノーブル）        | 1 81.40 | 1 120.58 | 1 201.98 |
| 2017年11月3日 - 5日    | ISUグランプリシリーズ中国杯（北京）                     | 1 81.10 | 1 119.33 | 1 200.43 |
| 2017年10月6日 - 8日    | ISUチャレンジャーシリーズフィンランディア杯（エスポー） | 1 78.09 | 1 110.16 | 1 188.25 |

| 2016-2017 シーズン     |                                                          |         |          |          |
| 開催日                 | 大会名                                                   | SD      | FD       | 結果     |
| 2017年3月27日 - 4月2日 | 2017年世界フィギュアスケート選手権（ヘルシンキ）         | 2 76.89 | 1 119.15 | 2 196.04 |
| 2017年1月25日 - 29日   | 2017年ヨーロッパフィギュアスケート選手権（オストラヴァ） | 3 75.48 | 1 114.19 | 1 189.67 |
| 2016年12月15日 - 17日  | フランスフィギュアスケート選手権（カーン）               | 1 82.03 | 1 120.60 | 1 202.63 |
| 2016年12月8日 - 11日   | 2016/2017 ISUグランプリファイナル（マルセイユ）          | 3 77.86 | 2 114.95 | 2 192.81 |
| 2016年11月25日 - 27日  | ISUグランプリシリーズ NHK杯（札幌）                      | 2 75.60 | 2 111.06 | 2 186.66 |
| 2016年11月11日 - 13日  | ISUグランプリシリーズ フランス杯（パリ）                 | 1 78.26 | 1 115.24 | 1 193.50 |

| 2015-2016 シーズン     |                                                            |         |          |          |
| 開催日                 | 大会名                                                     | SD      | FD       | 結果     |
| 2016年3月26日 - 4月3日 | 2016年世界フィギュアスケート選手権（ボストン）             | 1 76.29 | 1 118.17 | 1 194.46 |
| 2016年1月25日 - 31日   | 2016年ヨーロッパフィギュアスケート選手権（ブラチスラヴァ） | 2 70.74 | 1 111.97 | 1 182.71 |
| 2015年12月17日 - 19日  | フランスフィギュアスケート選手権（エピナル）               | 1 73.60 | 1 110.30 | 1 183.90 |

| 2014-2015 シーズン     |                                                                      |         |          |          |
| 開催日                 | 大会名                                                               | SD      | FD       | 結果     |
| 2015年4月16日 - 19日   | 2015年世界フィギュアスケート国別対抗戦（東京）                       | 3 70.86 | 1 111.06 | 6 団体   |
| 2015年3月23日 - 29日   | 2015年世界フィギュアスケート選手権（上海）                           | 4 71.94 | 1 112.34 | 1 184.28 |
| 2015年1月26日 - 2月1日 | 2015年ヨーロッパフィギュアスケート選手権（ストックホルム）           | 1 71.06 | 1 108.91 | 1 179.97 |
| 2014年12月18日 - 21日  | フランスフィギュアスケート選手権（ムジェーヴ）                       | 1 71.40 | 1 109.83 | 1 181.23 |
| 2014年12月11日 - 14日  | 2014/2015 ISUグランプリファイナル（バルセロナ）                      | 5 61.48 | 3 100.91 | 3 162.39 |
| 2014年11月21日 - 23日  | ISUグランプリシリーズ エリック・ボンパール杯（ボルドー）             | 1 64.06 | 1 102.60 | 1 166.66 |
| 2014年11月7日 - 9日    | ISUグランプリシリーズ 中国杯（上海）                                 | 2 62.12 | 1 98.00  | 1 160.12 |
| 2014年10月14日 - 17日  | ISUチャレンジャーシリーズ スケートカナダオータムクラシック（バリー） | 1 59.74 | 1 90.46  | 1 150.20 |

| 2013-2014 シーズン    |                                                        |          |          |           |
| 開催日                | 大会名                                                 | SD       | FD       | 結果      |
| 2014年3月24日 - 30日  | 2014年世界フィギュアスケート選手権（さいたま）         | 15 55.11 | 13 86.38 | 13 141.49 |
| 2014年1月13日 - 19日  | 2014年ヨーロッパフィギュアスケート選手権（ブダペスト） | 15 53.33 | 14 78.24 | 15 131.57 |
| 2013年12月12日 - 15日 | フランスフィギュアスケート選手権（ヴォジャニー）       | 2 61.79  | 2 92.45  | 2 154.24  |
| 2013年12月5日 - 8日   | 2013年ゴールデンスピン（ザグレブ）                     | 4 53.08  | 4 81.52  | 4 134.60  |
| 2013年11月22日 - 24日 | ISUグランプリシリーズ ロステレコム杯（モスクワ）       | 8 44.49  | 7 79.78  | 7 124.27  |
| 2013年11月15日 - 17日 | ISUグランプリシリーズ エリックボンパール杯（パリ）     | 5 58.10  | 5 85.16  | 5 143.26  |
| 2013年10月23日 - 27日 | 2013年ニース杯（ニース）                               | 1 60.05  | 1 87.88  | 1 147.93  |

| 2012-2013 シーズン     |                                                            |         |         |          |
| 開催日                 | 大会名                                                     | SD      | FD      | 結果     |
| 2013年2月25日 - 3月3日 | 2013年世界ジュニアフィギュアスケート選手権（ミラノ）       | 2 61.58 | 3 81.68 | 2 143.26 |
| 2013年2月15日 - 17日   | フランスジュニアフィギュアスケート選手権（エピナル）       | 1 54.35 | 1 90.26 | 1 144.61 |
| 2013年1月11日 - 13日   | 2013年リヨン杯 ジュニアクラス（リヨン）                    | 1 61.62 | 1 82.71 | 1 144.33 |
| 2012年12月13日 - 16日  | フランスフィギュアスケート選手権（ストラスブール）         | 1 63.90 | 1 90.88 | 1 154.78 |
| 2012年12月6日 - 9日    | 2012/2013 ISUジュニアグランプリファイナル（ソチ）          | 2 54.79 | 2 84.42 | 2 139.21 |
| 2012年11月2日 - 4日    | 2012年NRW杯 ジュニアクラス（ドルトムント）                 | 2 58.36 | 1 87.00 | 2 145.36 |
| 2012年9月12日 - 16日   | ISUジュニアグランプリ オーストリア（リンツ）               | 1 59.19 | 1 82.89 | 1 142.08 |
| 2012年8月22日 - 26日   | ISUジュニアグランプリ クールシュヴェル（クールシュヴェル） | 2 52.25 | 1 78.88 | 1 131.13 |

| 2011-2012 シーズン     |                                                        |         |         |          |
| 開催日                 | 大会名                                                 | SD      | FD      | 結果     |
| 2012年2月27日 - 3月4日 | 2012年世界ジュニアフィギュアスケート選手権（ミンスク） | 4 58.09 | 5 80.61 | 5 138.70 |
| 2012年1月6日 - 8日     | 2012年リヨン杯 ジュニアクラス（リヨン）                | 1 50.77 | 1 82.29 | 1 133.06 |
| 2011年10月12日 - 16日  | ISUジュニアグランプリ タリン杯（タリン）               | 5 49.89 | 3 72.90 | 4 122.79 |
| 2011年9月14日 - 18日   | ISUジュニアグランプリ バルティック杯（グダニスク）     | 3 52.13 | 5 68.69 | 4 120.82 |

| 2010-2011 シーズン   |                                                               |         |          |         |           |
| 開催日               | 大会名                                                        | 予選    | SD       | FD      | 結果      |
| 2011年2月28日-3月6日 | 2011年世界ジュニアフィギュアスケート選手権（江陵）            | 1 74.27 | 15 43.97 | 9 71.59 | 12 115.56 |
| 2011年1月28日-30日   | フランスフィギュアスケート選手権 ジュニアクラス（ブザンソン） | -       | 2 53.59  | 1 82.76 | 1 136.35  |
| 2010年11月19日-21日  | 2010年リヨン杯 ジュニアクラス（リヨン）                       | -       | 2 52.14  | 1 71.05 | 1 123.19  |
| 2010年9月15日-18日   | ISUジュニアグランプリ オーストリア杯（グラーツ）              | -       | 3 49.93  | 5 65.21 | 3 115.14  |
| 2010年8月25日-28日   | ISUジュニアグランプリ クールシュヴェル（クールシュヴェル）    | -       | 4 43.89  | 2 63.30 | 4 107.29  |

| 2009-2010 シーズン  |                                                               |          |          |          |           |
| 開催日              | 大会名                                                        | CD       | OD       | FD       | 結果      |
| 2010年3月7日-14日   | 2010年世界ジュニアフィギュアスケート選手権（ハーグ）          | 28 23.61 | 20 39.67 | -        | 22        |
| 2010年1月29日-31日  | フランスフィギュアスケート選手権 ジュニアクラス（ブザンソン） | 2 26.55  | 1 46.75  | 1 70.61  | 1 143.91  |
| 2009年11月27日-29日 | 2009年リヨン杯 ジュニアクラス（リヨン）                       | 4 26.46  | 2 44.50  | 3 65.43  | 3 136.39  |
| 2009年9月2日-6日    | ISUジュニアグランプリ レークプラシッド（レークプラシッド）    | 15 15.33 | 11 39.27 | 12 58.65 | 15 113.25 |

## プログラム使用曲
| シーズン  | RD | FD | EX |
| --------- | --- | --- | --- |
| 2021-2022 | ヒップホップ：Made To Love 作曲：John Legend ブルース：U Move, I Move 作曲：John Legend 振付：ロマン・アグノエル | エレジー 作曲：ガブリエル・フォーレ 振付：マリー＝フランス・デュブレイユ                                                                     | Avec Le Temps 曲：レオ・フェレ                                                                                                |
| 2019-2020 | TVシリーズ『フェーム』より ディスコ：I Can Do Anything Better Than You Can 作曲：サンディ・リンザー、デイビット・ヴォルフェルト 編曲：マキシム・ロドリゲス 映画『フェーム』より ブルース：Fame 作曲：マイケル・ゴア、ディーン・ピッチフォード 編曲：マキシム・ロドリゲス、 Ludivine Amado / ディスコ：Fame 歌：アイリーン・キャラ 振付：ロマン・アグノエル | Danny / 作曲：オーラヴル・アルナルズ Find Me / 曲：Forest Blakk Suspects / 作曲：オーラヴル・アルナルズ 振付：マリー＝フランス・デュブレイユ | For Island Fires and Family Power Over Me 曲：ダーモット・ケネディ                                                            |
| 2018-2019 | タンゴ：オブリヴィオン / ブエノスアイレスの春 作曲：アストル・ピアソラ 演奏：ギドン・クレーメル | Duet / Sunday Afternoon 曲：レイチェル・ヤマガタ                                                                                             | Shape Of You(Latin Remix) Think Out Loud 曲：エド・シーランFor Island Fires and Family Power Over Me 曲：ダーモット・ケネディ |
| シーズン  | SD | FD | EX |
| 2017-2018 | サンバ：Shape Of You(Latin Remix) ルンバ：Think Out Loud 曲：エド・シーラン | ピアノソナタ第14番 作曲：ベートーベン 振り付け：クリストファー・ディーン                                                                     | Pray You Catch Me 曲：ビヨンセ                                                                                                |
| 2016-2017 | ブルース：Bittersweet 曲：レネ・リエバウ 演奏：クラブ・デ・ベルーガ スウィング：Diga Diga Doo 作曲：ジミー・マクヒュー 演奏：ビッグ・バッド・ブードゥー・ダディ | Stillness 作曲：ネスト Oddudua 作曲：アルド・ロペス・ガヴィラン Happiness Does Not Wait 作曲：オーラヴル・アルナルズ                         | Belvedere 曲：ジェームス・グランツ                                                                                            |
| 2015-2016 | ワルツ：Charms （映画『ウォリスとエドワード 英国王冠をかけた恋』 サウンドトラックより） 作曲：アベル・コジェニオウスキ マーチ：ヒューゴ・シュイナールの音楽 | Rain In Your Black Eyes 作曲：エツィオ・ボッソ Build a Home 作曲：シネマティック・オーケストラ                                               | ピアノ協奏曲第23番第2楽章 アダージョ 作曲：ヴォルフガング・アマデウス・モーツァルトCan't Feel My Face 曲：ザ・ウィークエンド  |
| 2014-2015 | パソドブレ：Escobilla フラメンコ：Farruca by Christina Hoyos | ピアノ協奏曲第23番第2楽章 アダージョ 作曲：ヴォルフガング・アマデウス・モーツァルト                                                          | オール・バイ・マイセルフ ボーカル：セリーヌ・ディオンÀ Distance 曲：アンドレ・ワターTake Me to Church 曲：ホージア            |
| 2013-2014 | Cool Cat in Town 作曲：Tape Five 映画『バーレスク』サウンドトラックより | Iron Run Boy Run by Woodkid Brotsjor 作曲：オーラヴル・アルナルズ                                                                            | Million Dollar Man 曲：ラナ・デル・レイ                                                                                       |
| 2012-2013 | ブルース：Minnie the Moocher ブルース：The Dirty Boogie | マネー ヘイ・ユー 曲：ピンク・フロイド | |
| 2011-2012 | ルンバ：Mondo Bongo チャチャ：Oye Como Va ボーカル：セリア・クルース | 赤いけしの花 作曲：レインゴリト・グリエール                                                                                                  | Je dois m'en aller 曲：ナイアガラ                                                                                             |
| 2010-2011 | ワルツ：Coeur de pirate 曲：クール・ド・ピラット | とろ火で 作曲：オラシオ・サルガン Rapsodia de Anabal by José Libatella                                                                       | |